# Cử tạ tại Thế vận hội Mùa hè 2016
Cử tạ tại  Thế vận hội Mùa hè 2016 ở Rio de Janeiro diễn ra từ ngày 6 tới 16 tháng 8 tại Nhà thi đấu số  2 thuộc Riocentro. Khoảng 260 vận động viên (156 nam và 104 nữ) tranh tài tại 15 nội dung thi đấu khác nhau theo hạng cân.

## Nội dung thi đấu
15 bộ huy chương được trao cho các nội dung sau
| - 56 kg Nam - 62 kg Nam - 69 kg Nam - 77 kg Nam - 85 kg Nam - 94 kg Nam - 105 kg Nam - +105 kg Nam |  | - 48 kg Nữ - 53 kg Nữ - 58 kg Nữ - 63 kg Nữ - 69 kg Nữ - 75 kg Nữ - +75 kg Nữ |

## Lịch thi đấu
Có nhiều nhất là ba phiên thi đấu một ngày trong chương trình thi đấu môn cử tạ Thế vận hội 2016:
- Buổi sáng: 10:00-14:00 BRT
- Buổi chiều: 15:30-17:30 BRT
- Buổi tối: 19:00-21:00 BRT

| VL | Vòng loại | CK | Chung kết |

| Ngày→       | Bảy 6 | CN 7 | CN 7 | CN 7 | Hai 8 | Hai 8 | Hai 8 | Ba 9 | Ba 9 | Ba 9 | Tư 10 | Tư 10 | Tư 10 | Sáu 12 | Sáu 12 | Sáu 12 | Bảy 13 | Bảy 13 | CN 14 | Hai 15 | Hai 15 | Ba 16 | Ba 16 |
| Nội dung ↓  | T     | S    | C    | T    | S     | C     | T     | S    | C    | T    | S     | C     | T     | S      | C      | T      | C      | T      | T     | C      | T      | C     | T     |
| ----------- | ----- | ---- | ---- | ---- | ----- | ----- | ----- | ---- | ---- | ---- | ----- | ----- | ----- | ------ | ------ | ------ | ------ | ------ | ----- | ------ | ------ | ----- | ----- |
| Nam         |       |      |      |      |       |       |       |      |      |      |       |       |       |        |        |        |        |        |       |        |        |       |       |
| 56 kg nam   |       | VL   |      | CK   |       |       |       |      |      |      |       |       |       |        |        |        |        |        |       |        |        |       |       |
| 62 kg nam   |       |      |      |      | VL    |       | CK    |      |      |      |       |       |       |        |        |        |        |        |       |        |        |       |       |
| 69 kg nam   |       |      |      |      |       |       |       | VL   |      | CK   |       |       |       |        |        |        |        |        |       |        |        |       |       |
| 77 kg nam   |       |      |      |      |       |       |       |      |      |      | VL    |       | CK    |        |        |        |        |        |       |        |        |       |       |
| 85 kg nam   |       |      |      |      |       |       |       |      |      |      |       |       |       | VL     |        | CK     |        |        |       |        |        |       |       |
| 94 kg nam   |       |      |      |      |       |       |       |      |      |      |       |       |       |        |        |        | VL     | CK     |       |        |        |       |       |
| 105 kg nam  |       |      |      |      |       |       |       |      |      |      |       |       |       |        |        |        |        |        |       | VL     | CK     |       |       |
| +105 kg nam |       |      |      |      |       |       |       |      |      |      |       |       |       |        |        |        |        |        |       |        |        | VL    | CK    |
| Nữ          |       |      |      |      |       |       |       |      |      |      |       |       |       |        |        |        |        |        |       |        |        |       |       |
| 48 kg nữ    | CK    |      |      |      |       |       |       |      |      |      |       |       |       |        |        |        |        |        |       |        |        |       |       |
| 53 kg nữ    |       | VL   | CK   |      |       |       |       |      |      |      |       |       |       |        |        |        |        |        |       |        |        |       |       |
| 58 kg nữ    |       |      |      |      | VL    | CK    |       |      |      |      |       |       |       |        |        |        |        |        |       |        |        |       |       |
| 63 kg nữ    |       |      |      |      |       |       |       | VL   | CK   |      |       |       |       |        |        |        |        |        |       |        |        |       |       |
| 69 kg nữ    |       |      |      |      |       |       |       |      |      |      | VL    | CK    |       |        |        |        |        |        |       |        |        |       |       |
| 75 kg nữ    |       |      |      |      |       |       |       |      |      |      |       |       |       | VL     | CK     |        |        |        |       |        |        |       |       |
| +75 kg nữ   |       |      |      |      |       |       |       |      |      |      |       |       |       |        |        |        |        |        | CK    |        |        |       |       |

## Vòng loại
Tương tự như năm 2012, có tổng cộng 260 vận động viên vượt qua vòng loại thông qua suất cá nhân và đội tuyển. Nước chủ nhà Brasil có ba suất tự động dành cho nam và hai cho nữ, còn lại mười suất (sáu cho nam và bốn cho nữ) sẽ dành cho các vận động viên thông qua Ủy ban Ba bên.

## Quốc gia tham dự
- Albania (2)
- Algérie (2)
- Samoa thuộc Mỹ (1)
- Argentina (1)
- Armenia (7)
- Úc (2)
- Áo (1)
- Belarus (8)
- Bỉ (1)
- Brasil (5)
- Cameroon (2)
- Canada (2)
- Chile (2)
- Trung Quốc (10)
- Colombia (9)
- Quần đảo Cook (1)
- Croatia (1)
- Cuba (2)
- Síp (1)
- Cộng hòa Séc (1)
- Cộng hòa Dominica (3)
- Ecuador (3)
- El Salvador (1)
- Estonia (1)
- Ai Cập (9)
- Fiji (2)
- Phần Lan (2)
- Pháp (5)
- Gruzia (4)
- Đức (5)
- Ghana (1)
- Anh Quốc (2)
- Hy Lạp (1)
- Guatemala (1)
- Haiti (1)
- Honduras (1)
- Hungary (1)
- Ấn Độ (2)
- Indonesia (7)
- Iran (5)
- Iraq (1)
- Israel (1)
- Ý (2)
- Nhật Bản (7)
- Kazakhstan (8)
- Kenya (1)
- Kiribati (1)
- Kyrgyzstan (2)
- Latvia (2)
- Litva (1)
- Madagascar (1)
- Malaysia (1)
- Malta (1)
- Quần đảo Marshall (1)
- Mauritius (1)
- México (4)
- Moldova (3)
- Mông Cổ (2)
- Maroc (2)
- Nauru (1)
- New Zealand (2)
- Nicaragua (1)
- Nigeria (1)
- CHDCND Triều Tiên (8)
- Papua New Guinea (1)
- Perú (2)
- Philippines (2)
- Ba Lan (5)
- Puerto Rico (1)
- Qatar (1)
- România (4)
- Samoa (2)
- Ả Rập Xê Út (1)
- Serbia (1)
- Seychelles (1)
- Slovakia (1)
- Quần đảo Solomon (1)
- Hàn Quốc (7)
- Tây Ban Nha (4)
- Sri Lanka (1)
- Thụy Điển (1)
- Syria (1)
- Đài Bắc Trung Hoa (7)
- Thái Lan (9)
- Tunisia (2)
- Thổ Nhĩ Kỳ (4)
- Turkmenistan (2)
- Ukraina (8)
- UAE (1)
- Hoa Kỳ (4)
- Uruguay (1)
- Uzbekistan (5)
- Venezuela (4)
- Việt Nam (4)

## Huy chương

### Bảng xếp hạng huy chương
| 1    | Trung Quốc        | 5  | 2  | 0  | 7  |
| 2    | Thái Lan          | 2  | 1  | 1  | 4  |
| 3    | Iran              | 2  | 0  | 0  | 2  |
| 4    | CHDCND Triều Tiên | 1  | 3  | 0  | 4  |
| 5    | Kazakhstan        | 1  | 1  | 3  | 5  |
| 6    | Đài Bắc Trung Hoa | 1  | 0  | 1  | 2  |
| 6    | Colombia          | 1  | 0  | 1  | 2  |
| 6    | Gruzia            | 1  | 0  | 1  | 2  |
| 9    | Uzbekistan        | 1  | 0  | 0  | 1  |
| 10   | Armenia           | 0  | 2  | 0  | 2  |
| 10   | Belarus           | 0  | 2  | 0  | 2  |
| 10   | Indonesia         | 0  | 2  | 0  | 2  |
| 13   | Philippines       | 0  | 1  | 0  | 1  |
| 13   | Thổ Nhĩ Kỳ        | 0  | 1  | 0  | 1  |
| 15   | Ai Cập            | 0  | 0  | 2  | 2  |
| 16   | Nhật Bản          | 0  | 0  | 1  | 1  |
| 16   | Hàn Quốc          | 0  | 0  | 1  | 1  |
| 16   | Litva             | 0  | 0  | 1  | 1  |
| 16   | România           | 0  | 0  | 1  | 1  |
| 16   | Tây Ban Nha       | 0  | 0  | 1  | 1  |
| 16   | Hoa Kỳ            | 0  | 0  | 1  | 1  |
| Tổng | Tổng              | 15 | 15 | 15 | 45 |

### Nội dung nam
| Nội dung | Vàng                                 | Bạc                             | Đồng                             |
| -------- | ------------------------------------ | ------------------------------- | -------------------------------- |
| 56 kg    | Long Thanh Tuyền · Trung Quốc WR, OR | Om Yun-chol · CHDCND Triều Tiên | Sinphet Kruaithong · Thái Lan    |
| 62 kg    | Óscar Figueroa · Colombia            | Eko Yuli Irawan · Indonesia     | Farkhad Kharki · Kazakhstan      |
| 69 kg    | Thạch Chí Dũng · Trung Quốc          | Daniyar Ismayilov · Thổ Nhĩ Kỳ  | Luis Javier Mosquera · Colombia* |
| 77 kg    | Nijat Rahimov · Kazakhstan WR        | Lã Tiểu Quân · Trung Quốc       | Mohamed Mahmoud · Ai Cập         |
| 85 kg    | Kianoush Rostami · Iran WR, OR       | Điền Đào · Trung Quốc OR        | Gabriel Sîncrăian · România      |
| 94 kg    | Sohrab Moradi · Iran                 | Vadzim Straltsou · Belarus      | Aurimas Didžbalis · Litva        |
| 105 kg   | Ruslan Nurudinov · Uzbekistan OR     | Simon Martirosyan · Armenia     | Aleksandr Zaychikov · Kazakhstan |
| +105 kg  | Lasha Talakhadze · Gruzia WR OR      | Gor Minasyan · Armenia          | Irakli Turmanidze · Gruzia       |

- (*) Ngày 16 tháng 8 năm 2016, lực sĩ cử tạ người Kyrgyzstan Izzat Artykov trở thành vận động viên đầu tiên của Olympic Rio 2016 bị tước huy chương đồng do có dương tính với strychnine, một chất cấm nằm trong danh sách của Ủy ban phòng chống doping thế giới (WADA). Liên đoàn Cử tạ Thế giới và Ủy ban Olympic Quốc tế (IOC) sẽ là các đơn vị thực hiện việc tước huy chương đồng của Izzat Artykov ở nội dung cử tạ hạng 69 kg để trao cho đô cử xếp ở vị trí thứ 4 trong hạng cân này là Luis Javier Mosquera (Colombia)[4].

### Nội dung nữ
| Nội dung | Vàng                              | Bạc                               | Đồng                                 |
| -------- | --------------------------------- | --------------------------------- | ------------------------------------ |
| 48 kg    | Sopita Tanasan · Thái Lan         | Sri Wahyuni Agustiani · Indonesia | Miyake Hiromi · Nhật Bản             |
| 53 kg    | Hứa Thục Tịnh · Đài Bắc Trung Hoa | Hidilyn Diaz · Philippines        | Yoon Jin-hee · Hàn Quốc              |
| 58 kg    | Sukanya Srisurat · Thái Lan OR    | Pimsiri Sirikaew · Thái Lan       | Quách Hãnh Thuần · Đài Bắc Trung Hoa |
| 63 kg    | Đặng Vi · Trung Quốc WR           | Choe Hyo-sim · CHDCND Triều Tiên  | Karina Goricheva · Kazakhstan        |
| 69 kg    | Hướng Diễm Mai · Trung Quốc       | Zhazira Zhapparkul · Kazakhstan   | Sara Ahmed · Ai Cập                  |
| 75 kg    | Rim Jong-sim · CHDCND Triều Tiên  | Darya Naumava · Belarus           | Lidia Valentín · Tây Ban Nha         |
| +75 kg   | Mạnh Tô Bình · Trung Quốc         | Kim Kuk-Hyang · CHDCND Triều Tiên | Sarah Robles · Hoa Kỳ                |